# Devine Eke
Devine Eke (Plainfield, Nueva Jersey, 29 de julio de 1996) es un jugador de baloncesto estadounidense con pasaporte nigeriano. Mide 2,03 metros, y juega en la posición de ala-pívot en las filas del equipo senegalés ASC Ville de Dakar del BAL. 

## Trayectoria deportiva
Eke es natural de Plainfield en Nueva Jersey y tiene nacionalidad nigeriana, comenzó jugando al baloncesto en el instituto “Union Catholic” y posteriormente en la Robinson School. En la temporada 2015-16 llegó a la Universidad de Maine con quienes jugó el primer año la NCAA con los Maine Black Bears. Entre 2017 y 2019 formó parte de los Rider Broncs, equipo de la Universidad de Rider y en su última campaña en la liga universitaria, con la Universidad de Radford logró 6.5 puntos, 7.2 rebotes y 0.7 asistencias con los Radford Highlanders.
Tras no ser drafteado en 2020, debutaría como profesional en la TBL (una liga semi-amateur americana) en las filas de Houston Push, logrando unos promedios de 12.1 puntos, 5.8 rebotes y 0.9 robos por partido.
El 20 de julio de 2021, firma por el Palencia Baloncesto de la Liga LEB Oro. El 7 de febrero de 2022, pondría fin a su etapa en el conjunto palentino.
En febrero de 2022, firma por el Associação Académica de Coimbra de la Liga Portuguesa de Basquetebol.
Se presentó al Draft de la NBA G League de 2024, siendo elegido por los Santa Cruz Warriors en el puesto 45, sin embargo sólo jugó tres partidos antes de ser desafectado del equipo. Posteriormente pasó por los Delaware Blue Coats, los Capitanes de la Ciudad de México y los San Diego Clippers, sin poder consolidarse en ninguno de esos equipos.
El 7 de abril de 2025 firma con el equipo senegalés ASC Ville de Dakar para disputar la temporada 2025 del BAL.

## Selección nacional
Hizo su debut con la selección de baloncesto de Nigeria en febrero de 2024 en un partido ante Uganda por la clasificación al AfroBasket 2025.

## Vida personal
Sus primas Chiney Ogwumike y Nneka Ogwumike son jugadoras profesionales de la WNBA.